# Aegiphila
Genre
Classification phylogénétique
Aegiphila est un genre de plantes à fleurs de la famille des Lamiaceae.

## Liste d'espèces
Selon BioLib (24 juin 2018) :
- Aegiphila elata Sw.
- Aegiphila glomerata Benth.
- Aegiphila integrifolia (Jacq.) Jacq.
- Aegiphila martinicensis Jacq.
- Aegiphila monstrosa Moldenke
- Aegiphila panamensis Moldenke
- Aegiphila purpurascens Moldenke
- Aegiphila rimbachii Moldenke
- Aegiphila skutchii Moldenke

Selon Catalogue of Life (24 juin 2018) :
- Aegiphila aculeifera Moldenke
- Aegiphila alba Moldenke
- Aegiphila anomala Pittier
- Aegiphila aracaensis Aymard & Cuello
- Aegiphila arcta Moldenke
- Aegiphila australis Moldenke
- Aegiphila bogotensis (Spreng.) Moldenke
- Aegiphila boliviana Moldenke
- Aegiphila brachiata Vell.
- Aegiphila bracteolosa Moldenke
- Aegiphila brenesii Hammel
- Aegiphila breviflora (Rusby) Moldenke
- Aegiphila buchtienii Moldenke
- Aegiphila candelabrum Briq.
- Aegiphila capitata Moldenke
- Aegiphila casseliiformis Schauer
- Aegiphila catatumbensis Moldenke
- Aegiphila caucensis Moldenke
- Aegiphila caymanensis Moldenke
- Aegiphila cephalophora Standl.
- Aegiphila chrysantha Hayek
- Aegiphila conturbata Moldenke
- Aegiphila cordata Poepp.
- Aegiphila cordifolia (Ruiz & Pav.) Moldenke
- Aegiphila coriacea Moldenke
- Aegiphila costaricensis Moldenke
- Aegiphila cuatrecasasii Moldenke
- Aegiphila cuneata Moldenke
- Aegiphila dentata Moldenke
- Aegiphila deppeana Steud.
- Aegiphila duckei Moldenke
- Aegiphila elata Sw.
- Aegiphila elegans Moldenke
- Aegiphila elongata Moldenke
- Aegiphila exiguiflora Moldenke
- Aegiphila falcata Donn.Sm.
- Aegiphila farinosa Moldenke
- Aegiphila fasciculata Donn.Sm.
- Aegiphila fendleri Moldenke
- Aegiphila ferruginea Hayek & Spruce
- Aegiphila filipes Mart. & Schauer
- Aegiphila floribunda Moritz & Moldenke
- Aegiphila fluminensis Vell.
- Aegiphila foetida Sw.
- Aegiphila froesii Moldenke
- Aegiphila glabrata Moldenke
- Aegiphila glomerata Benth.
- Aegiphila gloriosa Moldenke
- Aegiphila goeldiana Huber & Moldenke
- Aegiphila goudotiana Moldenke
- Aegiphila grandis Moldenke
- Aegiphila graveolens Mart. & Schauer
- Aegiphila hastingsiana Moldenke
- Aegiphila haughtii Moldenke
- Aegiphila herzogii Moldenke
- Aegiphila hirsuta Moldenke
- Aegiphila hirsutissima Moldenke
- Aegiphila hoehnei Moldenke
- Aegiphila hystricina Aymard & Cuello
- Aegiphila insignis Moldenke
- Aegiphila integrifolia (Jacq.) B.D.Jacks.
- Aegiphila intermedia Moldenke
- Aegiphila killipii Moldenke
- Aegiphila laeta Kunth
- Aegiphila laevis (Aubl.) J.F.Gmel.
- Aegiphila lanata Moldenke
- Aegiphila laxiflora Benth.
- Aegiphila lehmannii Moldenke
- Aegiphila lewisiana Moldenke
- Aegiphila lhotzkiana Cham.
- Aegiphila longifolia Turcz.
- Aegiphila longipetiolata Moldenke
- Aegiphila lopez-palacii Moldenke
- Aegiphila loretensis Moldenke
- Aegiphila luschnathii Schauer
- Aegiphila macrantha Ducke
- Aegiphila martinicensis Jacq.
- Aegiphila mattogrossensis Moldenke
- Aegiphila mediterranea Vell.
- Aegiphila medullosa Moldenke
- Aegiphila membranacea Turcz.
- Aegiphila microcalycina Moldenke
- Aegiphila minasensis Moldenke
- Aegiphila moldenkeana López-Pal.
- Aegiphila mollis Kunth
- Aegiphila monstrosa Moldenke
- Aegiphila montana Moldenke
- Aegiphila monticola Moldenke
- Aegiphila mortonii Moldenke
- Aegiphila multiflora Ruiz & Pav.
- Aegiphila narinensis Rueda
- Aegiphila nervosa Urb.
- Aegiphila novofrifurgensis Moldenke
- Aegiphila novogranatensis Moldenke
- Aegiphila obducta Vell.
- Aegiphila obovata Andrews
- Aegiphila obtusa Urb.
- Aegiphila odontophylla Donn.Sm.
- Aegiphila ovata Moldenke
- Aegiphila panamensis Moldenke
- Aegiphila paraguariensis Briq.
- Aegiphila paranensis Moldenke
- Aegiphila parviflora Moldenke
- Aegiphila pauciflora Standl.
- Aegiphila pavoniana Moldenke
- Aegiphila pennellii Moldenke
- Aegiphila pernambucensis Moldenke
- Aegiphila perplexa Moldenke
- Aegiphila peruviana Turcz.
- Aegiphila plicata Urb.
- Aegiphila pulcherrima Moldenke
- Aegiphila purpurascens Moldenke
- Aegiphila quararibeana Rueda
- Aegiphila quinduensis (Kunth) Moldenke
- Aegiphila racemosa Vell.
- Aegiphila riedeliana Schauer
- Aegiphila rimbachii Moldenke
- Aegiphila roraimensis Moldenke
- Aegiphila saltensis Legname
- Aegiphila salticola Moldenke
- Aegiphila scandens Moldenke
- Aegiphila schimpffii Moldenke
- Aegiphila sellowiana Cham.
- Aegiphila setiformis Rusby
- Aegiphila skutchii Moldenke
- Aegiphila smithii Moldenke
- Aegiphila sordida Moldenke
- Aegiphila spicata (Rusby) Moldenke
- Aegiphila spruceana Moldenke
- Aegiphila standleyi Moldenke
- Aegiphila steinbachii Moldenke
- Aegiphila sufflava Moldenke
- Aegiphila swartziana Urb.
- Aegiphila sylvatica Moldenke
- Aegiphila ternifolia (Kunth) Moldenke
- Aegiphila trifida Sw.
- Aegiphila truncata Moldenke
- Aegiphila uasadiana J.R.Grande
- Aegiphila ulei (Hayek) B.Walln.
- Aegiphila umbraculiformis Moldenke
- Aegiphila uniflora Urb.
- Aegiphila valerioi Standl.
- Aegiphila vallensis Moldenke
- Aegiphila velutinosa Moldenke
- Aegiphila venezuelensis Moldenke
- Aegiphila verticillata Vell.
- Aegiphila villosa (Aubl.) J.F.Gmel.
- Aegiphila vitelliniflora Klotzsch
- Aegiphila volubilis Moldenke
- Aegiphila wigandioides Lundell

Selon ITIS (24 juin 2018) :
- Aegiphila elata Sw.
- Aegiphila integrifolia (Jacq.) B.D. Jacks.
- Aegiphila martinicensis Jacq.

Selon World Checklist of Selected Plant Families (WCSP) (24 juin 2018) :
- Aegiphila aculeifera Moldenke (1934)
- Aegiphila alba Moldenke (1937)
- Aegiphila anomala Pittier (1909)
- Aegiphila aracaensis Aymard & Cuello (2004)
- Aegiphila arcta Moldenke (1971 publ. 1972)
- Aegiphila australis Moldenke (1937)
- Aegiphila bogotensis (Spreng.) Moldenke (1933)
- Aegiphila boliviana Moldenke (1933)
- Aegiphila brachiata Vell. (1829)
- Aegiphila bracteolosa Moldenke (1933)
- Aegiphila brenesii Hammel (2011)
- Aegiphila buchtienii Moldenke (1933)
- Aegiphila candelabrum Briq., Bull. Herb. Boissier, sér. 2 (1904)
- Aegiphila capitata Moldenke (1933)
- Aegiphila casseliiformis Schauer (1847)
- Aegiphila catatumbensis Moldenke (1979)
- Aegiphila caucensis Moldenke (1933)
- Aegiphila caymanensis Moldenke (1933)
- Aegiphila cephalophora Standl., Publ. Field Columb. Mus. (1929)
- Aegiphila conturbata Moldenke (1934)
- Aegiphila cordata Poepp. (1845)
  - variété Aegiphila cordata var. brevipilosa Moldenke (1981)
  - variété Aegiphila cordata var. cordata
  - variété Aegiphila cordata var. villosissima (Moldenke) Moldenke (1973)
- Aegiphila cordifolia (Ruiz & Pav.) Moldenke (1932)
- Aegiphila coriacea Moldenke (1933)
- Aegiphila costaricensis Moldenke (1933)
- Aegiphila cuatrecasasii Moldenke (1941)
  - variété Aegiphila cuatrecasasii var. cuatrecasasii
  - variété Aegiphila cuatrecasasii var. nitida Moldenke (1971)
- Aegiphila cuneata Moldenke (1932)
- Aegiphila dentata Moldenke (1933)
- Aegiphila deppeana Steud., Nomencl. Bot., ed. 2 (1840)
- Aegiphila duckei Moldenke (1940)
- Aegiphila elata Sw. (1788)
  - variété Aegiphila elata var. elata
  - variété Aegiphila elata var. macrophylla (Kunth) López-Pal. (1973)
- Aegiphila elegans Moldenke (1932)
- Aegiphila elongata Moldenke (1933)
- Aegiphila exiguiflora Moldenke (1940)
- Aegiphila falcata Donn.Sm. (1893)
- Aegiphila farinosa Moldenke (1947)
- Aegiphila fasciculata Donn.Sm. (1914)
- Aegiphila fendleri Moldenke (1933)
- Aegiphila ferruginea Hayek & Spruce (1909)
- Aegiphila filipes Mart. & Schauer (1847)
- Aegiphila floribunda Moritz & Moldenke (1933)
- Aegiphila fluminensis Vell. (1829)
- Aegiphila foetida Sw. (1788)
- Aegiphila froesii Moldenke (1949)
- Aegiphila glabrata Moldenke (1932)
  - forme Aegiphila glabrata f. glabrata
  - forme Aegiphila glabrata f. macrophylla Moldenke (1982)
- Aegiphila glomerata Benth. (1844)
- Aegiphila gloriosa Moldenke (1933)
  - variété Aegiphila gloriosa var. gloriosa
  - variété Aegiphila gloriosa var. paraensis Moldenke (1972)
- Aegiphila goeldiana Huber & Moldenke (1933)
- Aegiphila goudotiana Moldenke (1933)
- Aegiphila grandis Moldenke (1933)
  - variété Aegiphila grandis var. grandis
  - variété Aegiphila grandis var. sessiliflora (Moldenke) Moldenke (1978)
- Aegiphila graveolens Mart. & Schauer (1847)
- Aegiphila hastingsiana Moldenke (1937)
- Aegiphila herzogii Moldenke (1933)
- Aegiphila hirsuta Moldenke (1933)
  - variété Aegiphila hirsuta var. colombiana Moldenke (1945)
  - variété Aegiphila hirsuta var. hirsuta
- Aegiphila hirsutissima Moldenke (1933)
- Aegiphila hoehnei Moldenke (1937)
  - variété Aegiphila hoehnei var. hoehnei
  - variété Aegiphila hoehnei var. venezuelensis Moldenke (1979)
- Aegiphila hystricina Aymard & Cuello (2004)
- Aegiphila insignis Moldenke (1932)
- Aegiphila integrifolia (Jacq.) B.D.Jacks. (1893)
- Aegiphila intermedia Moldenke (1933)
- Aegiphila killipii Moldenke (1933)
- Aegiphila laeta Kunth (1818)
- Aegiphila laevis (Aubl.) J.F.Gmel. (1791)
- Aegiphila lanata Moldenke (1933)
- Aegiphila laxiflora Benth. (1839)
- Aegiphila lehmannii Moldenke (1933)
- Aegiphila lewisiana Moldenke (1933)
- Aegiphila longifolia Turcz. (1863)
- Aegiphila longipetiolata Moldenke (1932)
- Aegiphila lopez-palacii Moldenke (1977)
- Aegiphila loretensis Moldenke (1984)
- Aegiphila luschnathii Schauer (1847)
- Aegiphila macrantha Ducke (1925)
- Aegiphila martinicensis Jacq. (1767)
- Aegiphila mattogrossensis Moldenke, Bol. Mus. Nac. Rio de Janeiro (1950)
- Aegiphila mediterranea Vell. (1829)
- Aegiphila medullosa Moldenke (1933)
- Aegiphila membranacea Turcz. (1863)
  - variété Aegiphila membranacea var. boliviana Moldenke (1979)
  - variété Aegiphila membranacea var. membranacea
- Aegiphila microcalycina Moldenke (1972)
- Aegiphila minasensis Moldenke, Bol. Mus. Nac. Rio de Janeiro (1950)
- Aegiphila moldenkeana López-Pal. (1973)
- Aegiphila mollis Kunth (1818)
  - variété Aegiphila mollis var. intermedia Moldenke (1933)
  - variété Aegiphila mollis var. mollis
  - variété Aegiphila mollis var. puberulenta (Moldenke) López-Pal. (1973)
  - variété Aegiphila mollis var. surfaceana (Moldenke) Moldenke (1973)
- Aegiphila monstrosa Moldenke (1931)
- Aegiphila montana Moldenke (1933)
- Aegiphila monticola Moldenke (1934)
- Aegiphila mortonii Moldenke (1937)
- Aegiphila multiflora Ruiz & Pav. (1798)
- Aegiphila narinensis Rueda (1992)
- Aegiphila nervosa Urb. (1903)
- Aegiphila novofrifurgensis Moldenke (1933)
- Aegiphila novogranatensis Moldenke (1933)
- Aegiphila obducta Vell. (1829)
- Aegiphila obovata Andrews (1809)
- Aegiphila obtusa Urb. (1908)
- Aegiphila odontophylla Donn.Sm. (1898)
- Aegiphila ovata Moldenke (1932)
- Aegiphila panamensis Moldenke (1931)
- Aegiphila paraguariensis Briq., Bull. Herb. Boissier, sér. 2 (1904)
- Aegiphila paranensis Moldenke (1984)
- Aegiphila pauciflora Standl. (1928)
- Aegiphila pavoniana Moldenke (1932)
- Aegiphila pennellii Moldenke (1933)
- Aegiphila pernambucensis Moldenke (1937)
- Aegiphila perplexa Moldenke (1933)
- Aegiphila peruviana Turcz. (1863)
- Aegiphila plicata Urb. (1903)
- Aegiphila pulcherrima Moldenke (1932)
- Aegiphila purpurascens Moldenke (1953)
- Aegiphila quararibeana Rueda (1994)
- Aegiphila quinduensis (Kunth) Moldenke (1933)
- Aegiphila racemosa Vell. (1829)
- Aegiphila riedeliana Schauer (1847)
- Aegiphila rimbachii Moldenke (1937)
- Aegiphila roraimensis Moldenke (1933)
- Aegiphila saltensis Legname (1973)
- Aegiphila salticola Moldenke (1934)
- Aegiphila scandens Moldenke (1934)
- Aegiphila schimpffii Moldenke (1937)
- Aegiphila setiformis Rusby (1895)
- Aegiphila skutchii Moldenke (1940)
- Aegiphila smithii Moldenke (1932)
- Aegiphila sordida Moldenke (1932)
- Aegiphila spicata (Rusby) Moldenke (1933)
- Aegiphila spruceana Moldenke (1933)
- Aegiphila standleyi Moldenke (1933)
- Aegiphila steinbachii Moldenke (1941)
- Aegiphila sufflava Moldenke (1932)
- Aegiphila swartziana Urb. (1903)
- Aegiphila sylvatica Moldenke (1933)
- Aegiphila ternifolia (Kunth) Moldenke (1933)
- Aegiphila trifida Sw. (1788)
- Aegiphila triflora Moldenke (1934)
- Aegiphila truncata Moldenke (1933)
- Aegiphila uasadiana J.R.Grande (2010)
- Aegiphila ulei (Hayek) B.Walln. (1996)
- Aegiphila umbraculiformis Moldenke (1955)
- Aegiphila uniflora Urb. (1903)
- Aegiphila valerioi Standl. (1925)
- Aegiphila vallensis Moldenke (1946)
- Aegiphila velutinosa Moldenke (1932)
- Aegiphila venezuelensis Moldenke, Fieldiana (1953)
  - variété Aegiphila venezuelensis var. serrata Moldenke (1958)
  - variété Aegiphila venezuelensis var. venezuelensis
- Aegiphila verticillata Vell. (1829)
- Aegiphila villosa (Aubl.) J.F.Gmel. (1791)
- Aegiphila vitelliniflora Klotzsch (1845)
- Aegiphila volubilis Moldenke (1984)
- Aegiphila wigandioides Lundell (1942)

Selon The Plant List (24 juin 2018) :
- Aegiphila aculeifera Moldenke
- Aegiphila alba Moldenke
- Aegiphila anomala Pittier
- Aegiphila aracaensis Aymard & Cuello
- Aegiphila arcta Moldenke
- Aegiphila australis Moldenke
- Aegiphila bogotensis (Spreng.) Moldenke
- Aegiphila boliviana Moldenke
- Aegiphila brachiata Vell.
- Aegiphila bracteolosa Moldenke
- Aegiphila brenesii Hammel
- Aegiphila breviflora (Rusby) Moldenke
- Aegiphila buchtienii Moldenke
- Aegiphila candelabrum Briq.
- Aegiphila capitata Moldenke
- Aegiphila casseliiformis Schauer
- Aegiphila catatumbensis Moldenke
- Aegiphila caucensis Moldenke
- Aegiphila caymanensis Moldenke
- Aegiphila cephalophora Standl.
- Aegiphila chrysantha Hayek
- Aegiphila conturbata Moldenke
- Aegiphila cordata Poepp.
- Aegiphila cordifolia (Ruiz & Pav.) Moldenke
- Aegiphila coriacea Moldenke
- Aegiphila costaricensis Moldenke
- Aegiphila cuatrecasasii Moldenke
- Aegiphila cuneata Moldenke
- Aegiphila dentata Moldenke
- Aegiphila deppeana Steud.
- Aegiphila duckei Moldenke
- Aegiphila elata Sw.
- Aegiphila elegans Moldenke
- Aegiphila elongata Moldenke
- Aegiphila exiguiflora Moldenke
- Aegiphila falcata Donn.Sm.
- Aegiphila farinosa Moldenke
- Aegiphila fasciculata Donn.Sm.
- Aegiphila fendleri Moldenke
- Aegiphila ferruginea Hayek & Spruce
- Aegiphila filipes Mart. & Schauer
- Aegiphila floribunda Moritz & Moldenke
- Aegiphila fluminensis Vell.
- Aegiphila foetida Sw.
- Aegiphila froesii Moldenke
- Aegiphila glabrata Moldenke
- Aegiphila glomerata Benth.
- Aegiphila gloriosa Moldenke
- Aegiphila goeldiana Huber & Moldenke
- Aegiphila goudotiana Moldenke
- Aegiphila grandis Moldenke
- Aegiphila graveolens Mart. & Schauer
- Aegiphila hastingsiana Moldenke
- Aegiphila haughtii Moldenke
- Aegiphila herzogii Moldenke
- Aegiphila hirsuta Moldenke
- Aegiphila hirsutissima Moldenke
- Aegiphila hoehnei Moldenke
- Aegiphila hystricina Aymard & Cuello
- Aegiphila insignis Moldenke
- Aegiphila integrifolia (Jacq.) B.D.Jacks.
- Aegiphila intermedia Moldenke
- Aegiphila killipii Moldenke
- Aegiphila laeta Kunth
- Aegiphila laevis (Aubl.) J.F.Gmel.
- Aegiphila lanata Moldenke
- Aegiphila laxiflora Benth.
- Aegiphila lehmannii Moldenke
- Aegiphila lewisiana Moldenke
- Aegiphila lhotzkiana Cham.
- Aegiphila longifolia Turcz.
- Aegiphila longipetiolata Moldenke
- Aegiphila lopez-palacii Moldenke
- Aegiphila loretensis Moldenke
- Aegiphila luschnathii Schauer
- Aegiphila macrantha Ducke
- Aegiphila martinicensis Jacq.
- Aegiphila mattogrossensis Moldenke
- Aegiphila mediterranea Vell.
- Aegiphila medullosa Moldenke
- Aegiphila membranacea Turcz.
- Aegiphila microcalycina Moldenke
- Aegiphila minasensis Moldenke
- Aegiphila moldenkeana López-Pal.
- Aegiphila mollis Kunth
- Aegiphila monstrosa Moldenke
- Aegiphila montana Moldenke
- Aegiphila monticola Moldenke
- Aegiphila mortonii Moldenke
- Aegiphila multiflora Ruiz & Pav.
- Aegiphila narinensis Rueda
- Aegiphila nervosa Urb.
- Aegiphila novofrifurgensis Moldenke
- Aegiphila novogranatensis Moldenke
- Aegiphila obducta Vell.
- Aegiphila obovata Andrews
- Aegiphila obtusata Urb.
- Aegiphila odontophylla Donn.Sm.
- Aegiphila ovata Moldenke
- Aegiphila panamensis Moldenke
- Aegiphila paraguariensis Briq.
- Aegiphila paranensis Moldenke
- Aegiphila parviflora Moldenke
- Aegiphila pauciflora Standl.
- Aegiphila pavoniana Moldenke
- Aegiphila pennellii Moldenke
- Aegiphila pernambucensis Moldenke
- Aegiphila perplexa Moldenke
- Aegiphila peruviana Turcz.
- Aegiphila plicata Urb.
- Aegiphila pulcherrima Moldenke
- Aegiphila purpurascens Moldenke
- Aegiphila quararibeana Rueda
- Aegiphila quinduensis (Kunth) Moldenke
- Aegiphila racemosa Vell.
- Aegiphila riedeliana Schauer
- Aegiphila rimbachii Moldenke
- Aegiphila roraimensis Moldenke
- Aegiphila saltensis Legname
- Aegiphila salticola Moldenke
- Aegiphila scandens Moldenke
- Aegiphila schimpffii Moldenke
- Aegiphila sellowiana Cham.
- Aegiphila setiformis Rusby
- Aegiphila skutchii Moldenke
- Aegiphila smithii Moldenke
- Aegiphila sordida Moldenke
- Aegiphila spicata (Rusby) Moldenke
- Aegiphila spruceana Moldenke
- Aegiphila standleyi Moldenke
- Aegiphila steinbachii Moldenke
- Aegiphila sufflava Moldenke
- Aegiphila swartziana Urb.
- Aegiphila sylvatica Moldenke
- Aegiphila ternifolia (Kunth) Moldenke
- Aegiphila trifida Sw.
- Aegiphila truncata Moldenke
- Aegiphila uasadiana J.R.Grande
- Aegiphila ulei (Hayek) B.Walln.
- Aegiphila umbraculiformis Moldenke
- Aegiphila uniflora Urb.
- Aegiphila valerioi Standl.
- Aegiphila vallensis Moldenke
- Aegiphila velutinosa Moldenke
- Aegiphila venezuelensis Moldenke
- Aegiphila verticillata Vell.
- Aegiphila villosa (Aubl.) J.F.Gmel.
- Aegiphila vitelliniflora Klotzsch
- Aegiphila volubilis Moldenke
- Aegiphila wigandioides Lundell

Selon Tropicos (24 juin 2018) (Attention liste brute contenant possiblement des synonymes) :
- Aegiphila aculeifera Moldenke
- Aegiphila alba Moldenke
- Aegiphila amazonica Moldenke
- Aegiphila anomala Pittier
- Aegiphila aracaensis Aymard & Cuello
- Aegiphila arborescens (Aubl.) J.F. Gmel.
- Aegiphila arcta Moldenke
- Aegiphila aurea Turcz.
- Aegiphila australis Moldenke
- Aegiphila bachiata Schltdl. & Cham.
- Aegiphila barbadensis Moldenke
- Aegiphila berteroana Schauer
- Aegiphila bogotensis (Spreng.) Moldenke
- Aegiphila boliviana Moldenke
- Aegiphila brachiata Vell.
- Aegiphila bracteolosa Moldenke
- Aegiphila brasiliensis Moldenke
- Aegiphila brenesii Hammel
- Aegiphila breviflora (Rusby) Moldenke
- Aegiphila buchtienii Moldenke
- Aegiphila candelabrum Briq. ex Chodat & Hassl.
- Aegiphila capitata Moldenke
- Aegiphila casseliiformis Schauer
- Aegiphila catatumbensis Moldenke
- Aegiphila caucensis Moldenke
- Aegiphila caymanensis Moldenke
- Aegiphila cephalophora Standl.
- Aegiphila cestrifolia Gardner
- Aegiphila chrysantha Hayek
- Aegiphila conturbata Moldenke
- Aegiphila cordata Poepp. ex Schauer
- Aegiphila cordifolia (Ruiz & Pav.) Moldenke
- Aegiphila coriacea Moldenke
- Aegiphila cornifolia (Willd. ex Schult. & Schult. f.) Kunth
- Aegiphila costaricensis Moldenke
- Aegiphila cowanii Moldenke
- Aegiphila crenata Moldenke
- Aegiphila cuatrecasasii Moldenke
- Aegiphila cuneata Moldenke
- Aegiphila cuspidata Mart. ex Schauer
- Aegiphila densiflora Rusby
- Aegiphila dentata Moldenke
- Aegiphila deppeana Steud.
- Aegiphila diffusa Andrews
- Aegiphila dubia Moldenke
- Aegiphila duckei Moldenke
- Aegiphila dumosa Salisb.
- Aegiphila elata Sw.
- Aegiphila elegans Moldenke
- Aegiphila elongata Moldenke
- Aegiphila exiguiflora Moldenke
- Aegiphila falcata Donn. Sm.
- Aegiphila farinosa Moldenke
- Aegiphila fasciculata Donn. Sm.
- Aegiphila fendleri Moldenke
- Aegiphila ferruginea Hayek & Spruce
- Aegiphila filipes Mart. & Schauer
- Aegiphila floribunda O. Moritz & Moldenke
- Aegiphila fluminensis Vell.
- Aegiphila foetida Sw.
- Aegiphila froesi Moldenke
- Aegiphila froesii Moldenke
- Aegiphila glabra Poir.
- Aegiphila glabrata Moldenke
- Aegiphila glandulifera Moldenke
- Aegiphila gleasonii Moldenke
- Aegiphila glomerata Benth.
- Aegiphila gloriosa Moldenke
- Aegiphila goeldiana G.A. Huber & Moldenke
- Aegiphila goudotiana Moldenke
- Aegiphila grandiflora Hook.
- Aegiphila grandifolia Walp.
- Aegiphila grandis Moldenke
- Aegiphila graveolens Mart. & Schauer
- Aegiphila guianensis Moldenke
- Aegiphila hassleri Briq.
- Aegiphila hastingsiana Moldenke
- Aegiphila haughtii Moldenke
- Aegiphila herzogii Moldenke
- Aegiphila hirsuta Moldenke
- Aegiphila hirsutissima Moldenke
- Aegiphila hirta Casar.
- Aegiphila hoehnei Moldenke
- Aegiphila hoffmannioides Standl. & Steyerm.
- Aegiphila humboldtii Schauer
- Aegiphila hystricina Aymard & Cuello
- Aegiphila incana Turcz.
- Aegiphila inflexa Vell.
- Aegiphila insignis Moldenke
- Aegiphila integrifolia (Jacq.) B.D. Jacks.
- Aegiphila intermedia Moldenke
- Aegiphila killipii Moldenke
- Aegiphila klotzkiana Cham.
- Aegiphila laeta Kunth
- Aegiphila laevigata Juss.
- Aegiphila laevis (Aubl.) J.F. Gmel.
- Aegiphila lanata Moldenke
- Aegiphila lanceolata Moldenke
- Aegiphila lanuginosa Gardner
- Aegiphila latifolia Willd. ex Walp.
- Aegiphila laxicupulis Moldenke
- Aegiphila laxiflora Benth.
- Aegiphila lehmannii Moldenke
- Aegiphila lewisiana Moldenke
- Aegiphila lhotskiana Cham.
- Aegiphila lhotzkiana Cham.
- Aegiphila longifolia Turcz.
- Aegiphila longipetiolata Moldenke
- Aegiphila lopez-palacii Moldenke
- Aegiphila loretensis Moldenke
- Aegiphila luschnathii Schauer
- Aegiphila luschnatii Schauer
- Aegiphila lutea Lam.
- Aegiphila macrantha Ducke
- Aegiphila macrophylla Kunth
- Aegiphila magnifica Moldenke
- Aegiphila magnifolia Steud.
- Aegiphila manabaea Sw.
- Aegiphila martinicensis Jacq.
- Aegiphila mattogrossensis Moldenke
- Aegiphila mediterranea Vell.
- Aegiphila medullosa Moldenke
- Aegiphila medulosa Moldenke
- Aegiphila membranacea Turcz.
- Aegiphila meridensis López-Pal.
- Aegiphila microcalycina Moldenke
- Aegiphila minasensis Moldenke
- Aegiphila moldenkeana López-Pal.
- Aegiphila mollis Kunth
- Aegiphila monstrosa Moldenke
- Aegiphila montana Moldenke
- Aegiphila monticola Moldenke
- Aegiphila mortoni Moldenke
- Aegiphila multiflora Ruiz & Pav.
- Aegiphila mutisii Kunth
- Aegiphila narinensis Rueda
- Aegiphila nervosa Urb.
- Aegiphila novofriburgensis Moldenke
- Aegiphila novofrifurgensis Moldenke
- Aegiphila novogranatensis Moldenke
- Aegiphila nuxia Willd.
- Aegiphila obducta Vell.
- Aegiphila oblongifolia Rusby
- Aegiphila obovata Andrews
- Aegiphila obtusa Urb.
- Aegiphila obtusata Urb.
- Aegiphila odontophylla Donn. Sm.
- Aegiphila oleifera Casar.
- Aegiphila oligoneura Urb.
- Aegiphila ovata Moldenke
- Aegiphila pacifica Greenm.
- Aegiphila paludosa Brandegee
- Aegiphila panamensis Moldenke
- Aegiphila paniculata Moldenke
- Aegiphila paraguariensis Briq.
- Aegiphila paranensis Moldenke
- Aegiphila parviflora Moldenke
- Aegiphila pauciflora Standl.
- Aegiphila pavoniana Moldenke
- Aegiphila pendula Moldenke
- Aegiphila pennellii Moldenke
- Aegiphila pernambucensis Moldenke
- Aegiphila perplexa Moldenke
- Aegiphila peruviana Turcz.
- Aegiphila platyphylla Briq.
- Aegiphila plicata Urb.
- Aegiphila poliantha Rojas Acosta
- Aegiphila polyantha Rojas Acosta
- Aegiphila puberulenta Moldenke
- Aegiphila pulcherrima Moldenke
- Aegiphila punctata Turcz.
- Aegiphila purpurascens Moldenke
- Aegiphila pyramidata Rich. ex Moldenke
- Aegiphila quararibeana Rueda
- Aegiphila quinduensis (Kunth) Moldenke
- Aegiphila racemosa Vell.
- Aegiphila reticulata Moldenke
- Aegiphila riedeliana Schauer
- Aegiphila rimbachii Moldenke
- Aegiphila roraimensis Moldenke
- Aegiphila saltensis Legname
- Aegiphila salticola Moldenke
- Aegiphila salutaris Kunth
- Aegiphila scandens Moldenke
- Aegiphila schimpffii Moldenke
- Aegiphila sellowiana Cham.
- Aegiphila serrata Vell.
- Aegiphila sessiliflora Moldenke
- Aegiphila setiformis Rusby
- Aegiphila skutchii Moldenke
- Aegiphila smithii Moldenke
- Aegiphila sordida Moldenke
- Aegiphila spicata (Rusby) Moldenke
- Aegiphila splendens Schauer
- Aegiphila spruceana Moldenke
- Aegiphila standleyi Moldenke
- Aegiphila steinbachii Moldenke
- Aegiphila steyermarkii Moldenke
- Aegiphila stipulata Vell.
- Aegiphila straminea Hoffmanns.
- Aegiphila stricta Rusby
- Aegiphila subopposita Urb. & Ekman
- Aegiphila sufflava Moldenke
- Aegiphila surfaceana Moldenke
- Aegiphila swartziana Urb.
- Aegiphila sylvatica Moldenke
- Aegiphila ternifolia (Kunth) Moldenke
- Aegiphila tomentosa Cham.
- Aegiphila triantha Schauer
- Aegiphila trifida Sw.
- Aegiphila triflora Moldenke
- Aegiphila trinitensis Britton
- Aegiphila truncata Moldenke
- Aegiphila ulei (Hayek) B. Walln.
- Aegiphila umbellata Vell.
- Aegiphila umbraculiformis Moldenke
- Aegiphila uniflora Urb.
- Aegiphila valerii Standl.
- Aegiphila vallensis Moldenke
- Aegiphila velutina Huber ex Moldenke
- Aegiphila velutinosa Moldenke
- Aegiphila venezuelensis Moldenke
- Aegiphila verrucosa Schauer
- Aegiphila verticillata Vell.
- Aegiphila vibunifolia Juss.
- Aegiphila viburnifolia Juss.
- Aegiphila villosa (Aubl.) Vahl
- Aegiphila villosissima Moldenke
- Aegiphila virgata Turcz.
- Aegiphila vitelliniflora Klotzsch ex Walp.
- Aegiphila volubilis Moldenke
- Aegiphila wigandioides Lundell